# HD102102
HD102102 — хімічно пекулярна зоря спектрального класу A9, що має видиму зоряну величину в смузі V приблизно  8,0.
Вона  розташована на відстані близько 423,0 світлових років від Сонця.